# Pedro Solé
Pedro Solé (7 de maio de 1905 - 25 de fevereiro de 1982) foi um futebolista espanhol. Ele competiu na Copa do Mundo FIFA de 1934, sediada na Itália, na qual a seleção de seu país terminou na quinta colocação dentre os 16 participantes.